# غوردون هاسكيل
غوردون هاسكيل (بالإنجليزية: Gordon Haskell)‏ هو عازف قيثارة ومغني ومغن مؤلف بريطاني، ولد في 27 أبريل 1946 في بورنموث في المملكة المتحدة.

## وصلات خارجية
- غوردون هاسكيل على موقع IMDb (الإنجليزية)
- غوردون هاسكيل على موقع ميوزك برينز (الإنجليزية)
- غوردون هاسكيل على موقع أول ميوزيك (الإنجليزية)
- غوردون هاسكيل على موقع ديسكوغز (الإنجليزية)
- الموقع الرسمي